# Eusebio María del Valle
Eusebio María del Valle (Madrid, 14 de agosto de 1799-1867), marqués de Valle Santoro, fue un economista y jurista español, académico de la Real Academia Española.

## Biografía
Hasta el levantamiento del 2 de mayo de 1808 estudió en la Escuela Pía de San Antonio Abad de Madrid; después continuó su formación en el Instituto San Isidro de la capital, donde tuvo como maestro de retórica, griego y matemáticas a Félix Torres y Amat. Cuando su padre se trasladó a Murcia continuó los estudios de bachiller en el Seminario de San Fulgencio, y finalmente se doctoró en jurisprudencia. En 1823 el obispo de Cartagena, Antonio Posada Rubín de Celis, le nombró catedrático de Derecho natural en el Seminario. Cuando el establecimiento fue suprimido en ese mismo año, marchó a Madrid, donde fue catedrático de ciencias naturales y economía política en la Real Sociedad Económica Matritense de Amigos del País y, después, en la Universidad de Madrid, de la que fue rector entre 1842 y 1843.
En 1834 fue elegido académico honorario —y en 1836 académico de número—, de la Real Academia Española, de la que fue bibliotecario desde 1849 hasta su fallecimiento. En 1840, durante las regencias de Isabel II, fue elegido diputado por Murcia y en 1857, consejero de Instrucción Pública. En 1846 dirigió la traducción al español de Essay on the Principle of Population de Thomas Malthus.

## Obras
- Elementos de Economía política con aplicación particular a España (1829)
- Memoria sobre la Balanza del comercio, y examen del estado actual de la riqueza en España (1830)
- Curso de Economía política (1842)
- Programa de enseñanza del séptimo año de jurisprudencia (1844)